# Шаревич Анна Вадимівна
Анна Вадимівна Шаревич (біл. Ганна Вадзімаўна Шарэвіч, 18 грудня 1985, м. Берестя, Білоруська РСР) — білоруська й американська шахістка, гросмейстер серед жінок (2006).

## Біографія
Почала грати в шахи у віці п'яти років. Першим тренером для неї став батько — Вадим Володимирович Шаревич.
Випускниця Берестейського державного університету імені Олександра Пушкіна.
Чотирьохразова чемпіонка Білорусі серед дівчат (у групах до 10, 14, 16 та 20 років). Чемпіонка Білорусі 2002, 2005, 2007 та 2011 років. Срібний призер чемпіонату Білорусі 2003 року.
У складі збірної Білорусі учасниця п'яти шахматних олімпіад (2002, 2004, 2006, 2008 та 2010 роки). Неодноразово представляла Білорусь на юніорських чемпіонатах світу та Європи (у різних вікових групах).
На Кубку світу 2011 року працювала як коментатор.
З 2014 року є громадянкою США. У тому ж році в складі команди Saint Louis Arch Bishops стала переможницею командного чемпіонату США. У 2017, 2018 та 2019 роках брала участь у чемпіонатах США.

## Зміна рейтингу
| На цьому місці має відображатися графік чи діаграма, однак з технічних причин його відображення наразі вимкнено. Будь ласка, не видаляйте код, який викликає це повідомлення. Розробники вже працюють для того, щоби відновити штатне функціонування цього графіка або діаграми. | |
| | На цьому місці має відображатися графік чи діаграма, однак з технічних причин його відображення наразі вимкнено. Будь ласка, не видаляйте код, який викликає це повідомлення. Розробники вже працюють для того, щоби відновити штатне функціонування цього графіка або діаграми. |